# Мікеле Плачидо
Міке́ле Пла́чидо (італ. Michele Placido; нар. 19 травня 1946 року, Асколі-Сатріано) — італійський актор та кінорежисер. Телеглядачам СРСР відомий головною роллю в телесеріалі про італійську мафію «Спрут» (1984—1989).
Підтримав агресивну зовнішню політику Володимира Путіна.
Внесений Міністерством культури України до переліку осіб, які загрожують національній безпеці України (з 10.12.2018).

## Біографія
Після служби в армії Плачидо працював в поліції Рима. Зацікавившись театром, він поступив в Академію драматичного мистецтва. У 1969 році зіграв першу роль на сцені.
З 1972 року почав зніматися в кіно. Плачидо грав в картинах італійських режисерів «Народний роман» (1974) Маріо Монічеллі, «Божественне створіння» (1975) Луїджі Коменчіні, «Тріумфальний марш» (1976) і «Стрибок в пустоту» (1979) Марко Беллокйо, «Ернесто» (1978) Сальваторе Сампері (премія Берлінського кінофестивалю), «Аньєзе йде на смерть» (1976) Джуліано Монтальдо, «Кляйнхоф-Готель» (1977) і «Фонтамара» (1980) Карло Ліццані, «Корлеоне» (1978) Паскуале Скуїтьєрі, «Три брати» (1981) Франческо Розі, «Шопен» (1983) Лючано Одорізіо, «Зв'язок через піцерію» (1985) Даміано Даміані, «Мері назавжди» (1989) Марко Різі.
У 1991 році грав радянського офіцера в фільмі Володимира Бортка «Афганський злам».
Всесвітню популярність отримав після ролі комісара Коррадо Каттані в телесеріалі «Спрут», де зіграв в чотирьох сезонах. З 1990-х років займається режисурою — «Пуммаро»/«Помідор» (1990), «Кровні подруги» (1992), «Міщанський герой» (1995).
Член журі 63-го Венеційського кінофестивалю (2006).
Наприкінці літа 2017 року Мікеле Плачидо повідомив, що більше не буде зніматися в кіно, але продовжуватиме надалі знімати фільми як режисер та гратиме на театральній сцені:
|  | Я більше не буду кіноактором, у цьому для мене наразі немає ніяких стимулів. Цього року мені запропонували ролі у двох серйозних фільмах, але я відмовився. Хоча я ще буду робити фільми як режисер та грати на сцені, де я народився як актор. Оригінальний текст (англ.) Non farò più l'attore al cinema, non mi dà più stimoli, quest'anno mi avevano offerto due film importanti ma ho rifiutato. Mentre ho ancora intenzione di realizzare film come regista e di recitare in palcoscenico, dove sono nato come attore. |

## Фільмографія

### Кіно
- 1973 — Тереза — злодійка / Teresa la ladra
- 1974 — Боже, як низько я впала! / Mio Dio, Come Sono Caduta In Basso!
- 1974 — Народний роман / Romanzo popolare
- 1975 — Сімейні гріхи / Peccati in famiglia
- 1979 — Ернесто / Ernesto («Срібний ведмідь» за найкращу чоловічу роль)
- 1979 — Дикі ліжка / Letti selvaggi
- 1979 — Людина на колінах / Un Uomo In Ginocchia
- 1981 — Три брати / Tre fratelli
- 1983 — Арс аманді: Мистецтво кохання / Ars Amandi
- 1985 — Зв'язок через піцерію / Pizza Connection
- 1988 — Великий бізнес / Big Business
- 1989 — Мері назавжди / Mery per sempre
- 1991 — Афганський злам / Афганский излом
- 1993 — Джованні Фальконе / Giovanni Falcone
- 1998 — Насолода / Le Plaisir (et ses petits tracas)
- 2001 — Викрадений / Sequestro Soffiantini
- 2003 — Сорая / Soraya
- 2006 — Незнайомка / La Sconosciuta
- 2008 — Горе пані Шнейдер / Trishtimi i zonjës Shnajder
- 2009 — Мрія по-італійськи / Il grande sogno
- 2011 — Любов: Інструкція з використання

### Телебачення
- 1984 — Спрут / La Piovra
- 1985 — Спрут 2 / La Piovra 2
- 1987 — Спрут 3 / La Piovra 3
- 1989 — Спрут 4 / La Piovra 4

## Нагороди та номінації
- Великий офіцер ордена «За заслуги перед Італійською Республікою» (2005)[6]
- Командор ордена «За заслуги перед Італійською Республікою» (1992)[7]

## Родина та особисте життя
Плачидо був двічі одружений, має шістьох дітей, старша донька Віоланте Плачидо — актриса.

## Громадянська позиція
Підтримав агресивну зовнішню політику Володимира Путіна. Внесений Міністерством культури України до списку осіб, які загрожують національній безпеці України (з 10.12.2018).